# Csuangák
A csuangák (vagy csuangok) egy Kína déli részén élő népcsoport. Kuanghszi Csuanga Autonóm Tartomány (a csuanga nemzetiség által lakott terület), Jünnan és Kuangtung területén élnek. Számuk világszerte több mint 19 millió, ebből 97% él Kínában, elsősorban Kuanghszi autonóm tartományban, és kisebb csoportjaik találhatóak Vietnámban, Kambodzsában, Laoszban, Thaiföldön, Malajziában, Japánban, Németországban és az Amerikai Egyesült Államokban.

## Lakóhely
A csuangák Kína második legnépesebb nemzetisége, számuk kb. 18,54 millió (2010). Elsősorban a Kuanghszi Csuangák Autonóm Tartományban és Jünnanban élnek, ahol a népesség 94,84%-át teszik ki. Kínában a népesség 1,3%-ával, Kuanghszi Csuangák Autonóm Tartományban a népesség 32,40%-át, Jünnanban 2,7%-át, Kuangtungban 0,67-át teszik ki (2000).

## Történet
Huang Hszien-fan történész szerint a csuangák az ókorban a Kuanghszit benépesítő ún. liucsiang népek egyes csoportjainak leszármazottai. A régészeti leletek tanúsága alapján az i. e. 9. évezredben ezek a csoportok még a mai Kuanghszi és Jünnan városok helyén éltek.

## Vallás
A csuangák egészen 1949-ig döntően hagyományos vallásukat követték. Ekkor a népesség legnagyobb része főleg a moizmus követője volt. A 2010-es népszámlálás előzetes adataiból a csuangák vallási megoszlása nem derül ki, de a 96,5%-ban csuangák által lakott Kuanghszi Csuangák Autonóm Tartomány lakosságának 82,3%-a a kínai moizmus, 12,2%-a a taoizmus, 5,5%-a a buddhizmus követője volt.

## Nyelv
Nyelvük, a csuang nyelv a tai-kadai nyelvek közé tartozik, a sino-tibeti nyelvcsalád tagja. Az íráshoz a kínai írást és a latin betűket is használják.

## Életmód
A csuangák életmódja a mezőgazdaságon alapul.

## Képek

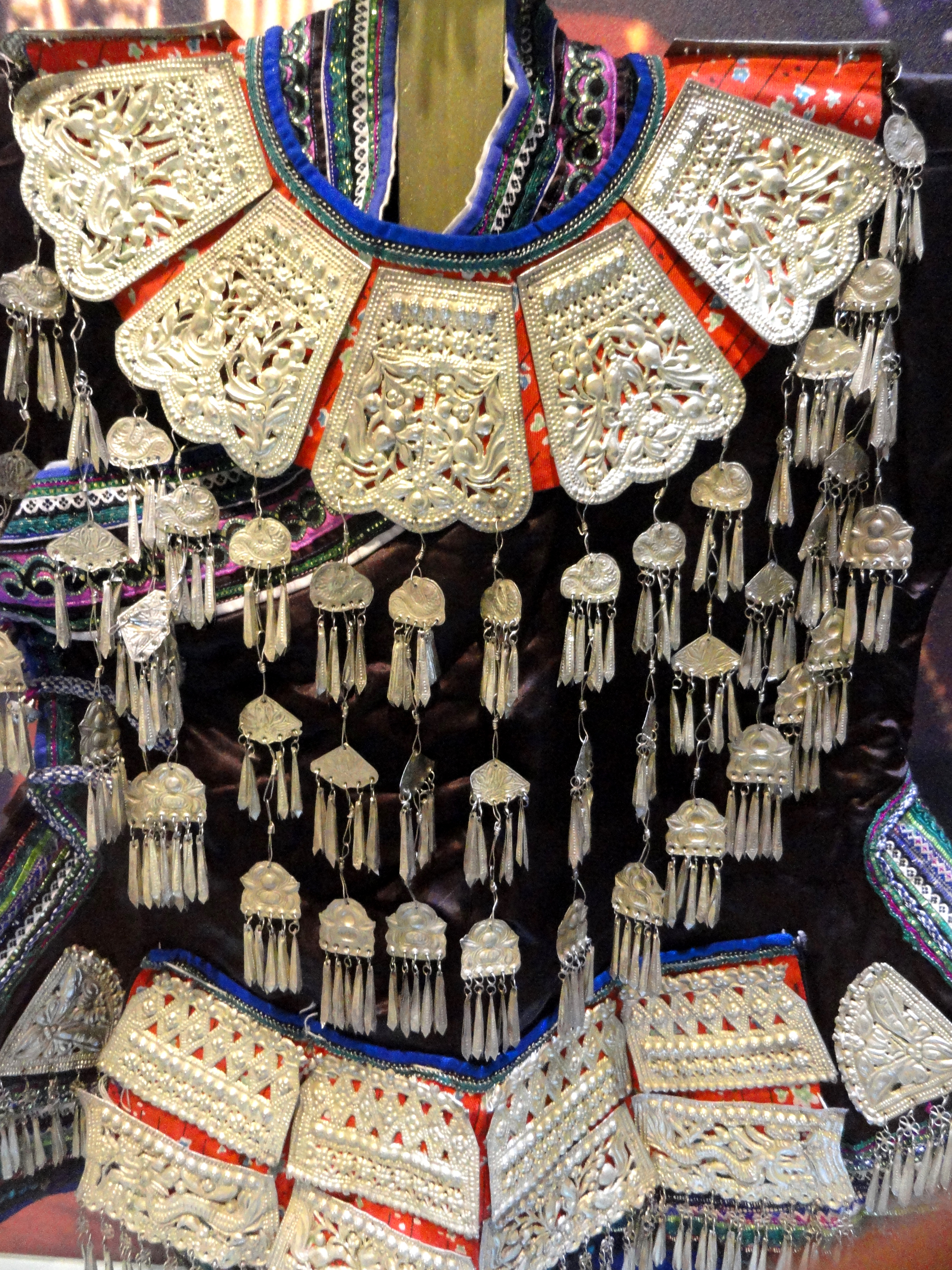
Csuanga női ruha
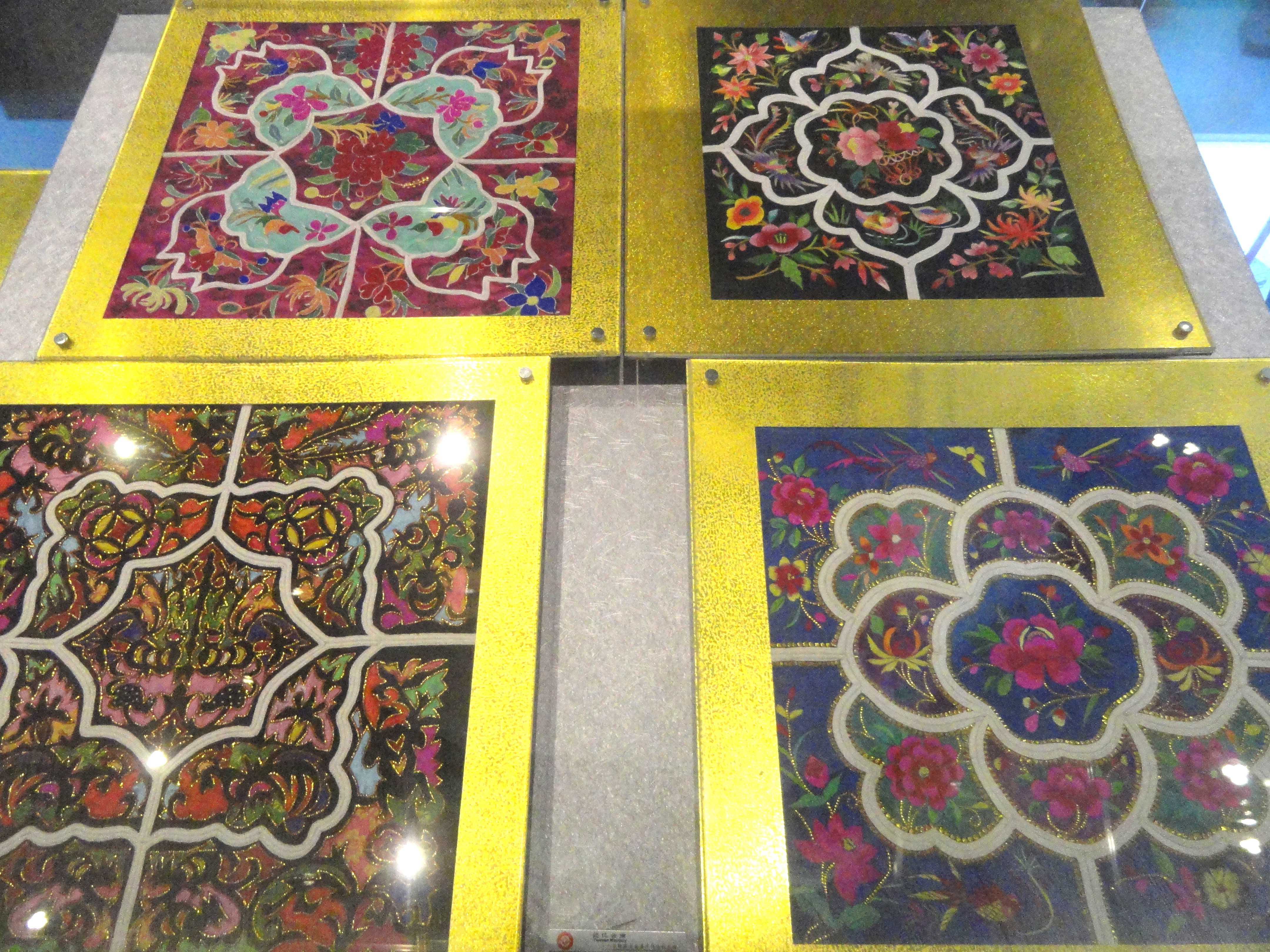
Csuanga hímzés

## Fordítás
- Ez a szócikk részben vagy egészben  a   Zhuang people című angol Wikipédia-szócikk fordításán alapul.  Az eredeti cikk szerkesztőit annak laptörténete sorolja fel. Ez a jelzés csupán a megfogalmazás eredetét és a szerzői jogokat jelzi, nem szolgál a cikkben szereplő információk forrásmegjelöléseként.